# Sessi (torrente)
Il Sessi è un torrente che percorre (dandovi il nome) la valle omonima, ed è affluente di sinistra della Dora Riparia. Il suo corso si svolge interamente in provincia di Torino, e idrograficamente fa parte del bacino del Po.

## Corso del torrente
Nasce presso il "panettone" detto Tomba di Matolda (sede di antiche leggende su un tesoro longobardo), a 2.081 metri di quota, nel massiccio del Monte Civrari e lungo la strada che porta al Colle del Colombardo. Nel primo tratto non si chiama ancora Sessi, ma Rio della Tomba, per l'appunto; è quando, poco oltre, raccoglie le acque del Rio Garnero, sempre proveniente dal Civrari, che si può parlare di torrente Sessi.
L'unico ulteriore contributo significativo alla portata del corso d'acqua è quello del Rio Freddo, sulla sua destra orografica. Altri affluenti sono infine il Rio di Pera Bruna, il Rio di Pietra Bianca, il Rio del Salto del Bue e il Rio Giën.
L'andamento, in direzione Nord-Sud, bagna i territori delle frazioni di Pratobotrile, Lajetto, Celle, Coindo, Sigliodo e via via delle altre frazioni che si susseguono; mai direttamente gli abitati, che sorgono ad una certa distanza dal greto a causa della forte pendenza che questo determina su entrambi i lati della valle.
Fino ad alcuni decenni addietro, prese d'acque permettevano di irrigare i coltivi dei vari borghi, tramite canali realizzati all'uopo.

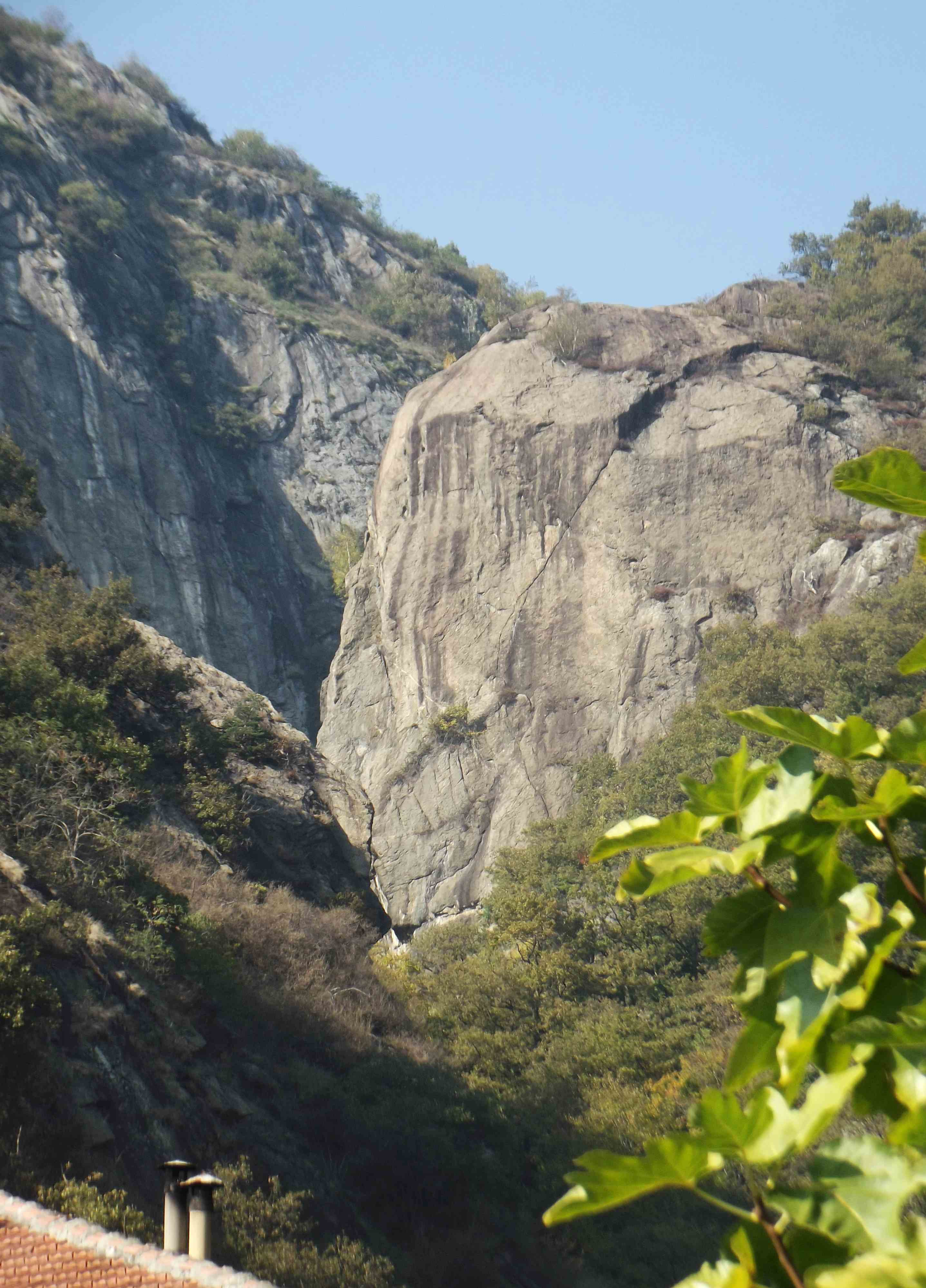
L'orrido di Caprie.

Il corso del Sessi si caratterizza per la varietà di "forme" che ha realizzato nel suo letto, ricco di cascate, vasche, salti e infine di un vero canyon, la falesia di Caprie. Poche centinaia di metri dopo aver attraversato il comune, la sua breve vita come torrente di fondovalle finisce nella confluenza con la Dora Riparia.

## Storia
L'origine del nome è incerta: le ipotesi vanno dal personale gentilizio "Sessius" ad un'idronimia precedente (secondo l'ipotesi del substrato vasconico) quale "Sessis"..
Nei pressi della confluenza nella Dora avvennero gli scontri culminati con la Battaglia delle Chiuse fra Carlo Magno e il re longobardo, Desiderio.
Fra gli sconfitti in fuga, su per la Val Sessi nel tentativo di ricongiungersi con i connazionali in Val di Viù, anche la regina Matolda, che trovò la morte presso il suddetto colle, quasi in corrispondenza della sorgente del torrente.
Le voci sul presunto "tesoro" con lei sepolto sembrano aver trovato, in tempi attuali, alcune parziali conferme In realtà testimonianze più recenti fanno derivare il toponimo Matolda dal soprannome dei Cargnino, una famiglia di allevatori di Viù proprietari di parte dei pascoli sfruttati dall'alpeggio nei pressi della cima. Tomba potrebbe invece derivare dalla forma a tumulo arrotondato che caratterizza il rilievo, ma potrebbe anche essere la trasformazione del termine locale Comba (conca, avvallamento) inizialmente riferito al vicino alpeggio e poi, per estensione, alla cima.
La storia del Sessi è per il resto legata al secolare fiorire, e recente spopolamento, della montagna italiana; le numerose bealère che irrigavano i campi coltivati sono una delle poche testimonianze oggi visibili dell'importanza vitale rivestita per lungo tempo dal torrente per una vasta popolazione contadina
Gli ultimi eventi ad aver incrociato la grande storia, sulle sponde del Sessi, sono quelli legati alla Resistenza

## Fauna ittica
Il Sessi è uno degli ormai rari corsi d'acqua italiani dove viva il Gambero di fiume, specie in via d'estinzione e pertanto protetta.

## Utilizzi
Anticamente, nel bacino del Sessi furono impiantate diverse miniere (anche d'oro); oggi il greto del torrente regala ai mineralogisti campioni di zoisite e di granato, in parte destinati a fondi per la ricerca.
Le acque del Sessi sono sfruttate per l'ottenimento di energia idroelettrica, grazie ad una centrale installata non lontano dall'abitato di Lajetto, mentre è allo studio la realizzazione di una seconda centrale posta più a valle.
Il torrente conosce una varietà di utilizzi a fini turistici, prestandosi infatti - dove presenta ampie vasche - al nuoto e ad attività di canyoning

## Territori comunali interessati
- Condove
- Caprie